# Llista de muntanyes d'Espanya
A continuació s'ofereix una llista de muntanyes d'Espanya ordenades per altitud, segons les dades de l'Institut Nacional d'Estadística.
| Nom del pic                      | Sistema                                | Altura | Província              | Notes                                                                                               |
| -------------------------------- | -------------------------------------- | ------ | ---------------------- | --------------------------------------------------------------------------------------------------- |
| Teide                            | Illes Canàries (Tenerife)              | 3.718  | Santa Cruz de Tenerife | La més alta d'Espanya, de les Canàries i de Santa Cruz de Tenerife                                  |
| Mulhacén                         | Serralada Penibètica (Sierra Nevada)   | 3.482  | Granada                | La més alta de la península, d'Andalucia, de la Serralada Penibética, de Sierra Nevada i de Granada |
| Aneto                            | Pirineus                               | 3.404  | Osca                   | La més alta dels Pirineus, d'Aragó i d'Osca                                                         |
| Veleta                           | Serralada Penibètica (Sierra Nevada)   | 3.398  | Granada                | |
| Posets o Llardana                | Pirineus                               | 3.375  | Osca                   | |
| Alcazaba                         | Serralada Penibètica (Sierra Nevada)   | 3.371  | Granada                | |
| Mont Perdut                      | Pirineus                               | 3.355  | Osca                   | |
| Cilindre                         | Pirineus                               | 3.328  | Osca                   | |
| Perdiguero                       | Pirineus                               | 3.221  | Osca                   | |
| Maladeta                         | Pirineus                               | 3.308  | Osca                   | |
| Vinyamala                        | Pirineus                               | 3.299  | Osca                   | |
| Balaitus                         | Pirineus                               | 3.146  | Osca                   | |
| Pica d'Estats                    | Pirineus                               | 3.143  | Lleida                 | La més alta de Catalunya i de Lleida                                                                |
| Pico Viejo                       | Illes Canàries (Tenerife)              | 3.135  | Santa Cruz de Tenerife | |
| Puigmal                          | Pirineus                               | 2.910  | Girona                 | La més alta de Girona                                                                               |
| Collarada                        | Pirineus                               | 2.883  | Osca                   | |
| Montaña Blanca                   | Illes Canàries (Tenerife)              | 2.750  | Santa Cruz de Tenerife | |
| Alt de Guajara                   | Illes Canàries (Tenerife)              | 2.718  | Santa Cruz de Tenerife | |
| Torre Cerredo                    | Serralada Cantàbrica (Pics d'Europa)   | 2.658  | Principat d'Astúries   | La més alta de la Serralada Cantàbrica, dels Pics d'Europa i d'Astúries                             |
| Torre del Llambrión              | Serralada Cantàbrica (Pics d'Europa)   | 2.617  | Lleó                   | |
| Torre Blanca (Cantàbria)         | Serralada Cantàbrica (Pics d'Europa)   | 2.619  | Cantàbria i Lleó       | |
| Peña Vieja                       | Serralada Cantàbrica (Pics d'Europa)   | 2.617  | Cantàbria              | |
| Chullo                           | Serralada Penibètica (Sierra Nevada)   | 2.606  | Granada                | |
| Peña Santa                       | Serralada Cantàbrica (Pics d'Europa)   | 2.598  | Lleó                   | |
| Almansor                         | Sistema Central (Serra de Gredos)      | 2.591  | Àvila                  | La més alta del Sistema Central, de la Serra de Gredos i d'Àvila                                    |
| Roque de la Grieta               | Illes Canàries (Tenerife)              | 2.576  | Santa Cruz de Tenerife | |
| Vulturó                          | Pirineus                               | 2.567  | Lleida                 | |
| La Galana                        | Sistema Central (Serra de Gredos)      | 2.568  | Àvila                  | |
| Peña Prieta                      | Serralada Cantàbrica                   | 2.538  | Cantàbria              | |
| Pasajirón                        | Illes Canàries (Tenerife)              | 2.527  | Santa Cruz de Tenerife | |
| Curavacas                        | Serralada Cantàbrica                   | 2.520  | Palència               | La més alta de Palència                                                                             |
| Naranjo de Bulnes o Pic Urriellu | Serralada Cantàbrica (Pics d'Europa)   | 2.519  | Astúries               | |
| Peñalara                         | Sistema Central (Sierra de Guadarrama) | 2430   | 1112                   | Madrid i Segovia                                                                                    |